# Manuel Fernández López (diseñador)
Manuel Fernández López, (Barcelona, 4 de julio de 1962), conocido como Manuel Fernández, es un diseñador y artista español. Además, es el creador y presidente de Fashion Art Institute, una fundación desde la que aúna el diseño de moda y el arte en una experiencia muy personal.
Se trata de una colección de trajes lienzo, diseñada por él, que cumplen la función de un soporte tridimensional, donde pintores internacionales plasman en la tela su técnica personal y su manera de comunicar.

## Trayectoria

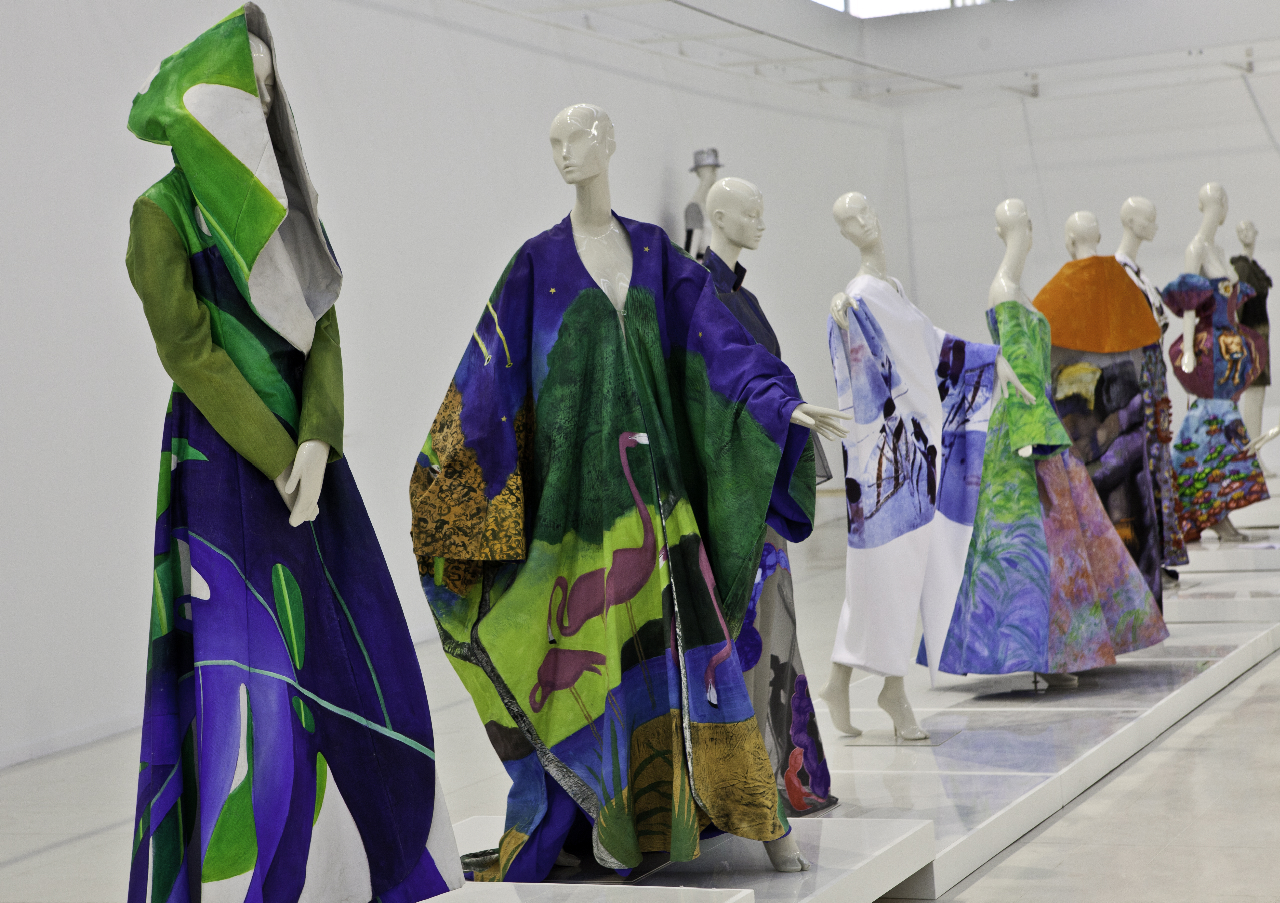
Exposición en 2011

Vivió en Benidorm hasta los 18 años. En 1983 finaliza sus Estudios Superiores de Diseño de Moda y Patronaje Industrial en la Escuela Guerrero de Barcelona y amplia sus estudios en la Escuela de Catalina de Llopis en Madrid.
En  1985 crea la marca Trazos by Manuel Fernández y desfila en el grupo Barcelona Diseño, en la pasarela Gaudí, junto a diseñadores como Josep Font y Pep Boluña. Sus colecciones destacaron por el sentido del humor que impregnaban las puestas en escena de sus pasarelas, así como su actitud vanguardista.
Una de las principales fuentes de inspiración de este diseñador ha sido el cine y las estrellas de los años 50 y 60, desde Esther Williams, Carmen Miranda a Marlene Dietrich o Marilyn Monroe.
Ha sido nominado en 1987 y 1988 para el premio Cristóbal Balenciaga. 
En 1990 destaca con Happy Furs, una colección completa de pieles recicladas.
En 1992 se traslada a Madrid y crea una empresa de vestuario de cine y televisión, participando así en el diseño de vestuario para actrices y presentadoras, entre otras Loles León, Pastora Vega, Pilar Bardem, Teresa Viejo e Isabel Gemio.
Durante este primer periodo en la capital española presenta sus colecciones en pasarela Cibeles o Círculo de Bellas Artes, entre otras.
En el 2000 decide continuar su carrera en la New York Fashion Week, donde obtuvo gran éxito por su interpretación de las raíces españolas. En su primera colección, denominada Roots, destacaron los bordados propios de los mantones de Manila en los trajes de chaqueta de corte diplomático, sombreros y botas.
Manuel Fernández estuvo presente en Nueva York hasta la colección de verano de 2005, pasando por momentos muy difíciles como fueron la caída de las Torres Gemelas, dos días después de su desfile.
Entre Nueva York y España, en 1998 Manuel Fernández empieza a fraguar las bases del proyecto en el que, en estos momentos, se encuentra inmerso: la fundación Fashion Art Institute.
Fashion Art   
Atraído por la fusión del arte y la moda, hace realidad la exposición Fashion  Art, consiguiendo que artistas plásticos de reconocido prestigio como Manolo Valdés, Úrculo, Juan Genovés o Rafael Canogar, se unan a Manuel Fernández y den lugar a una experiencia muy personal, de una riqueza plástica excepcional.
Manuel crea vestidos lienzo inspirándose en la obra de cada artista y ellos, posteriormente, los intervienen. La primera exposición se hizo en el Museo Nacional de Bellas Artes (Argentina) con un rotundo éxito, atrayendo a más de 300.000 visitantes. Esto animó a Manuel a itinerarla por toda Latinoamérica e invitar a artistas locales.
En la actualidad Fashion Art ha recorrido 15 museos y cuenta con 150 artistas. También ha creado la fundación Fashion Art  Institute, organizando talleres de formación en materias de arte y moda para colectivos en riesgo de exclusión social, fomentando con ellos su creatividad y la búsqueda de sus propias habilidades. Merecen especial mención los talleres que se realizaron con las gitanas del Vacie en el Casino de la Exposición de Sevilla, amadrinados por Pastora Vega.

## Otras disciplinas
Manuel Fernández ha participado en el vestuario de películas como Mirada Líquida, Boca a Boca, Perdona bonita pero Lucas… o De que se ríen las mujeres, entre otras.
En teatro ha trabajado para Los Bellos durmientes de Antonio Gala, Fieles a la tentación, El Baile, la Divina Comedia de la Fura del Baus, … 
Ha diseñado vestuario escénico de cantantes y actrices como Ainhoa Arteta, Marta Sánchez o Loles León.
También ha colaborado con la Unesco a través de Woman Together y Global Humanitaria en proyectos de moda y desarrollo. 